# Plochý steh

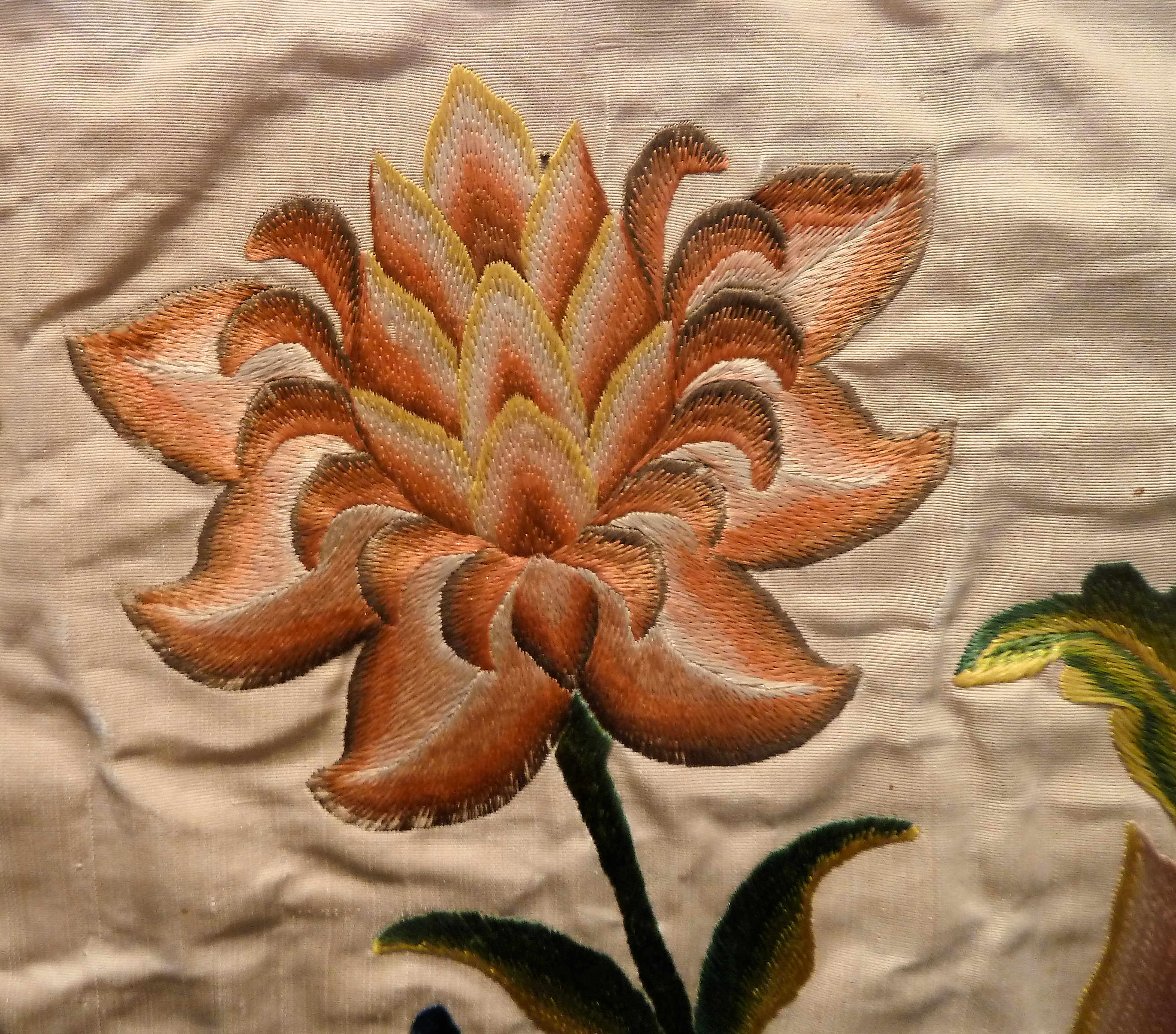
Výšivka plochým stehem z hedvábné a kovové niti (Francie nebo Itálie 1730–1740)

Plochý steh je jeden z výplňových stehů, které jsou vhodné na ruční vyšívání květů, listů, arabesek a dalších plošných motivů. Obyčejný plochý steh dává velmi dobře vyniknout lesklé vyšívací nebo efektní přízi.
Ploché stehy se vyšívají vždy od kontury ke kontuře, hustě vedle sebe tak, aby se zcela zaplnila příslušná ploška. U dělených lístečků nebo větších ploch se mění od středu jejich plochy směr stehů.

## Varianty plochého stehu
Plochý steh je považován za jeden ze čtyř základních druhů, od kterých se odvozuje řada variant.
Ke známějším variantám plochého stehu patří:
Přední steh – nejjednodušší výšivkový steh. Jehla a nit prochází tkaninou jedním směrem a vytváří přerušovanou čáru. Používá se na rovné řádky, kontury nebo jako podklad pod další stehy.
Zadní steh – technika, při které se po každém stehu dopředu jehla vrací zpět a vpichuje znovu do tkaniny.
Od zadního stehu jsou odvozeny např. stehy: pekinský, stonkový, rozpichovaný aj.
Cihlový steh je vzor se střídavě dlouhými a krátkými (polovičními) stehy vhodný zejména pro výplně větších ploch. Struktura vzoru se dá zdůraznit střídáním barvy nitě v každém řádku výšivky.
Plochý přesahovaný steh (česky častěji: malování jehlou) – výšivka je rozdělena do několika sekcí vyplněných krátkými hustými plochými stehy.
Každý steh z nového řádku začíná mezi dvěma stehy z předcházejícího řádku. Touto vyšívací technikou (encroaching = zasahování) se tvoří mezi sekcemi žlábek.
Bourdonský steh – úzký sloupec hustě kladených stehů tvořících kontrastní ozdobu s použitím na monogramy a lemování

## Galerie plochých stehů

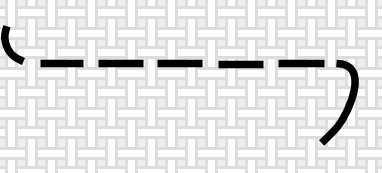
Přední steh
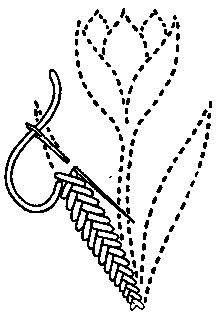
Dvojitý zadní steh
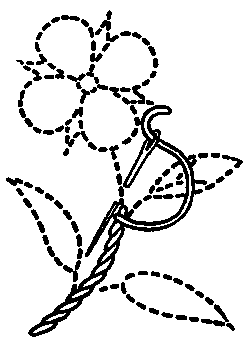
Stonkový steh
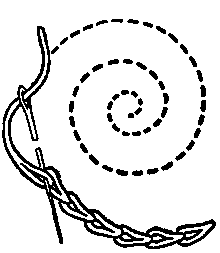
Rozpichovaný steh
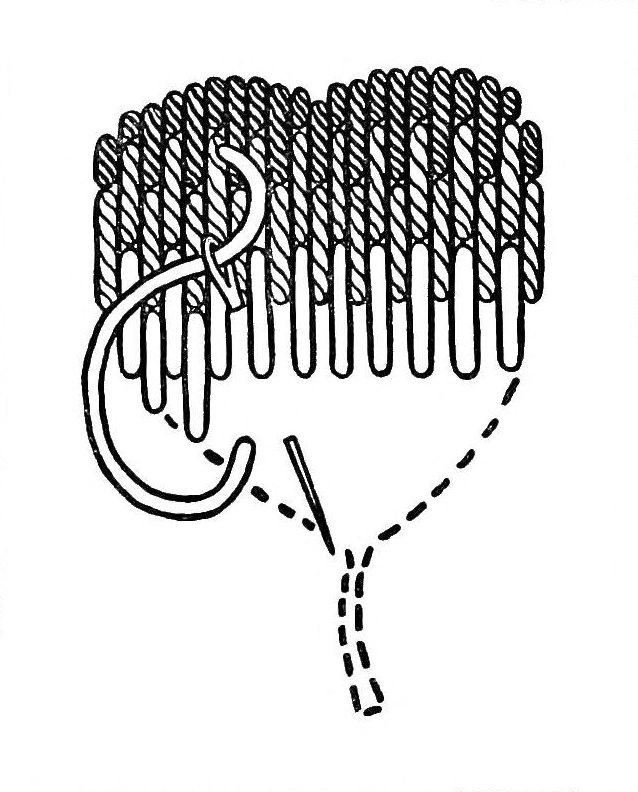
Cihlový steh
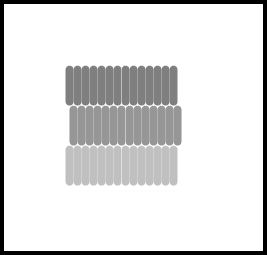
Schéma malování jehlou